# Cryptocarya tsangii
Cryptocarya tsangii är en lagerväxtart som beskrevs av Takenoshin Nakai. Cryptocarya tsangii ingår i släktet Cryptocarya och familjen lagerväxter. Inga underarter finns listade i Catalogue of Life.